# 호세 미겔 페르난데스
호세 미겔 페르난데스 디아스(스페인어: José Miguel Fernández Díaz, 1988년 4월 27일 ~ )는 쿠바의 야구 선수이자, 전 멕시칸 리그 사라페로스 데 살티요의 내야수, 지명타자이다.

## 쿠바 프로야구 시절
2014년에 코코드리로스 데 마탄사스에 입단하였다.

## 미국 프로야구 시절
2017년에 LA 다저스에 입단하였다.

## 한국 프로야구 시절

### 두산 베어스시절
2019년에 스캇 반 슬라이크을 대체할 외국인 타자로 영입되었다. 2019년 시즌에는 타율 2위를 기록했고, 2020년 시즌에는 199안타를 기록했다. 2022년 시즌 후 재계약에 실패했다.

## 멕시코 프로야구 시절
2023년에 사라페로스 데 살티요에 입단하였다.